# Беспрозванных, Алексей Сергеевич
Алексе́й Серге́евич Беспро́званных (род. 23 августа 1979, Лениногорск, Восточно-Казахстанская область) — российский политический и государственный деятель. Губернатор Калининградской области с 20 сентября 2024 года (врио 15 мая — 20 сентября 2024). Действительный государственный советник Российской Федерации 2-го класса (2023).
Заместитель Министра промышленности и торговли Российской Федерации (22 ноября 2017 — 15 мая 2024).

## Биография
Родился 23 августа 1979 года в городе Лениногорск Казахской ССР.

### Образование
В 2002 году с отличием окончил Алтайский государственный технический университет имени И. И. Ползунова по специальности «технология, оборудование и автоматизация машиностроительных производств», получил степень магистра техники и технологий.
В 2002 году — Алтайский государственный технический университет имени И. И. Ползунова, диплом по специальности «экономика и управление на предприятии машиностроения».
В 2015 году прошёл обучение по программе «Подготовка и переподготовка резерва управленческих кадров» в Российской академии народного хозяйства и государственной службы при президенте Российской Федерации. Вошёл в резерв управленческих кадров, которые находятся под патронажем президента РФ.

### Трудовая и политическая деятельность
В 2002—2009 годах — работа в сфере связи и информационных технологий в Барнауле, Новосибирске. С 2009 по 2012 год возглавлял филиал ОАО «МТС» в Воронежской области.
В августе 2012 года назначен заместителем председателя правительства Воронежской области — руководителем департамента промышленности и транспорта Воронежской области.
С марта по октябрь 2014 года — врио заместителя председателя правительства Воронежской области. С октября 2014 года был заместителем председателя правительства Воронежской области.
В 2016 году перешёл работать директором в Департамент областной промышленной политики и проектного управления Минпромторга РФ в Москве.
В 2017 году назначен на пост заместителя министра промышленности и торговли России.

### Глава Калининградской области
15 мая 2024 года указом Владимира Путина назначен временно исполняющим обязанности губернатора Калининградской области.
8 сентября 2024 года по итогам выборов губернатора Калининградской области избран губернатором Калининградской области, набрав 76,55 % голосов. 20 сентября вступил в должность.

## Личная жизнь
Женат, два сына. Увлекается хоккеем, горными лыжами и плаванием.

## Награды
- Медаль ордена «За заслуги перед Отечеством» II степени (21 августа 2020) — за достигнутые трудовые успехи и многолетнюю добросовестную работу[11]
- Орден Дружбы (8 июля 2022) — за высокий профессионализм, заслуги в организации и оказании медицинской помощи в период эпидемии коронавирусной инфекции (COVID-19)[12]
- Медаль «За заслуги перед Чеченской Республикой» (2 октября 2023) — за активное участие в развитии промышленного сектора Чеченской Республики
- Знак отличия «За служение Омской области» II степени (26 февраля 2024) — за большие достижения в развитии промышленного потенциала Омской области
- Орден «За заслуги перед Херсонской областью» I степени (2024)[13]

## Классные чины
- Действительный государственный советник Российской Федерации 2-го класса (4 января 2023)[1]